# Garas Dezső
Garas Dezső (született Grósz, Budapest, Erzsébetváros, 1934. december 9. – Budapest, 2011. december 30.) a Nemzet Színésze címmel kitüntetett, Kossuth- és kétszeres Jászai Mari-díjas magyar színművész, érdemes és kiváló művész, a Halhatatlanok Társulatának örökös tagja.

## Életpályája

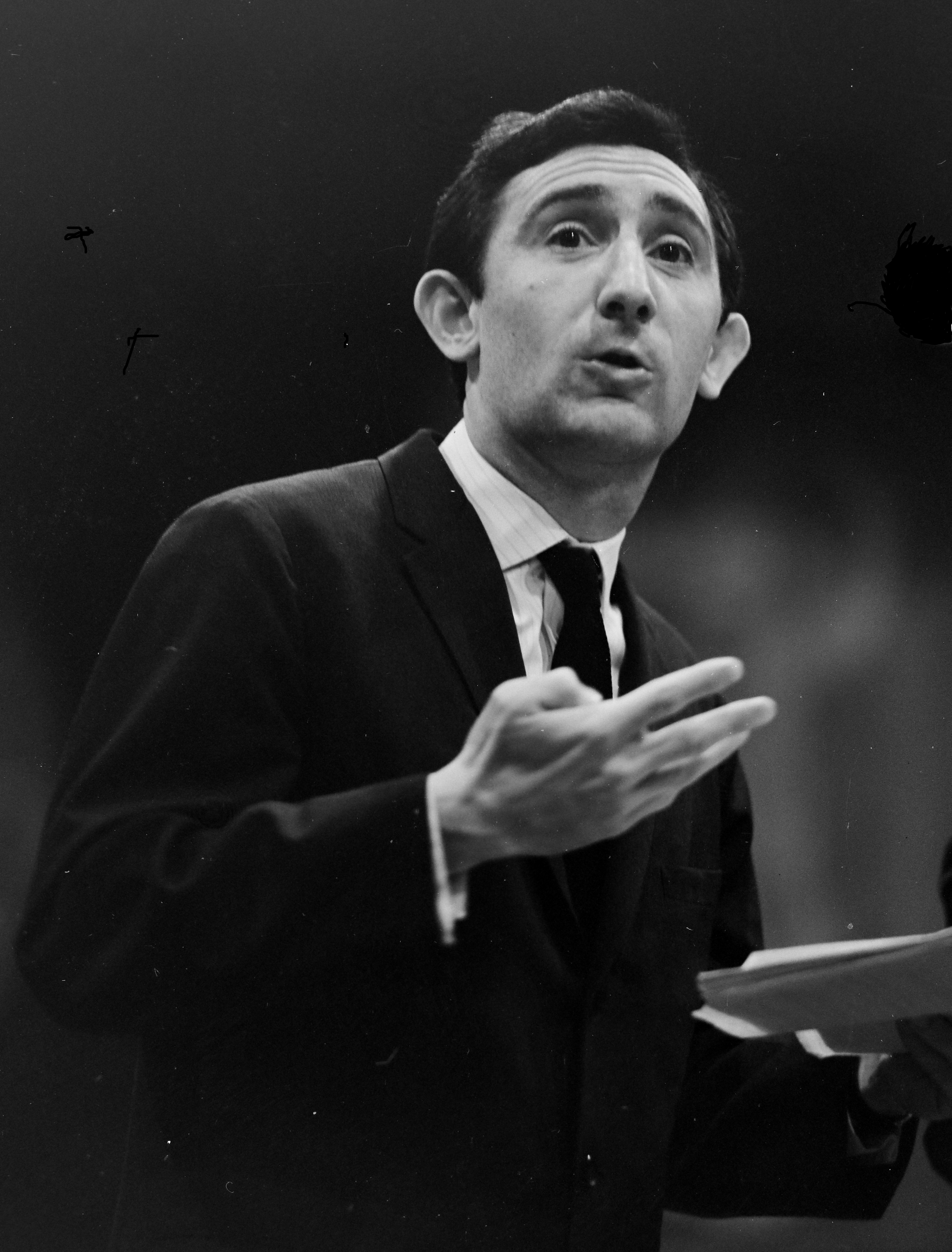
1961-ben

Grósz Lajos lókereskedő és Sirger Ilona gyermekeként született. Saját bevallása szerint „szerelemgyerek” volt, mivel édesapja zsidó vallású volt, édesanyja pedig régi, főpapi taggal is büszkélkedő római katolikus családból származott. A szülők megegyezése szerint Dezső fiuk apja vallását kapta, csak a holokauszt kezdetén keresztelkedett ki. 1944-ben életmentő beavatkozásra volt szüksége, amikor is pszichoszomatikus okokból eredő strúmával műtötték. Az operáció után nem sokkal leállt a légzése, és csak egy éppen odaérkező orvos tudta megmenteni, aki még azt sem engedte, hogy műtőbe vigyék Garast, hanem ott, a kórteremben gégemetszést hajtott végre rajta. A beavatkozás során hangszála is károsodott, ezért szükség volt hangjának folyamatos és intenzív ápolására. A Színház- és Filmművészeti Főiskolán tanult 1953-tól 1957-ig, majd az egyébként kötelező vidéki kezdést elkerülve, Major Tamás a Nemzeti Színházhoz szerződtette. A Nemzeti felrobbantása után, 1965-től 1976-ig a Madách Színház tagja volt, majd egy évadot a 25. Színházban töltött. 1977-től 1980-ig a Mafilm munkatársa, majd 10 évig a Népszínház tagja. 1990-ig a Magyar Színházművészeti Szövetség tagja volt. 1990–1993 között a szolnoki Szigligeti Színházba szerződött, majd két évadig a Művész Színház vendégművészeként játszott. 1993-tól 2003-ig szabadfoglalkozású színész volt. 1999 és 2002 között a budapesti Katona József Színházban játszott. 2003-ban egy évadra a Vígszínház, 2004-től haláláig újra a Nemzeti Színház művésze volt. Szerepei utóéletéről saját maga gondoskodott.
Első színpadi rendezése 1982-ben vendégrendezőként a Józsefvárosi Színházban Eduardo De Filippo: Ezek a kísértetek című darabja volt. Filmen először a Makk Károly rendezésében 1954-ben készült Liliomfiban ifj. Schnapsot alakította. Utolsó filmes szerepe Frici megformálása volt a 2011-ben készült Világjobbítók című tévéfilmben. 2011 decemberében bejelentette, hogy visszavonul a színpadtól, ám döntését nyilvánosságra nem hozták. A Nemzeti Színházban utolsó előadása december 20-án volt, amikor Törőcsik Mari kérésére még eljátszotta az apa szerepét Fejes Endre–Presser Gábor: Jó estét nyár, jó estét szerelem című musicaljében. Munkássága során leginspirálóbb partnereinek Darvas Ivánt, Kern Andrást, Kútvölgyi Erzsébetet és Törőcsik Marit tartotta. Utóbbihoz fűződő barátsága egész pályafutása során végigkísérte, először 1954-ben léptek együtt színpadra a Nemzeti Színházban.

## Családja
Első felesége Gombár Judit volt, akitől 1970-ben vált el. Második felesége Böszörményi Nagy Ágnes. Fiuk Garas Dániel operatőr (1973), lányuk Garas Klára producer (1983), menye Balla Eszter színésznő (1980), unokái Emma (2008), Adél (2013), Zsigmond (2013), Pál (2015), Mara (2018).

## Halála

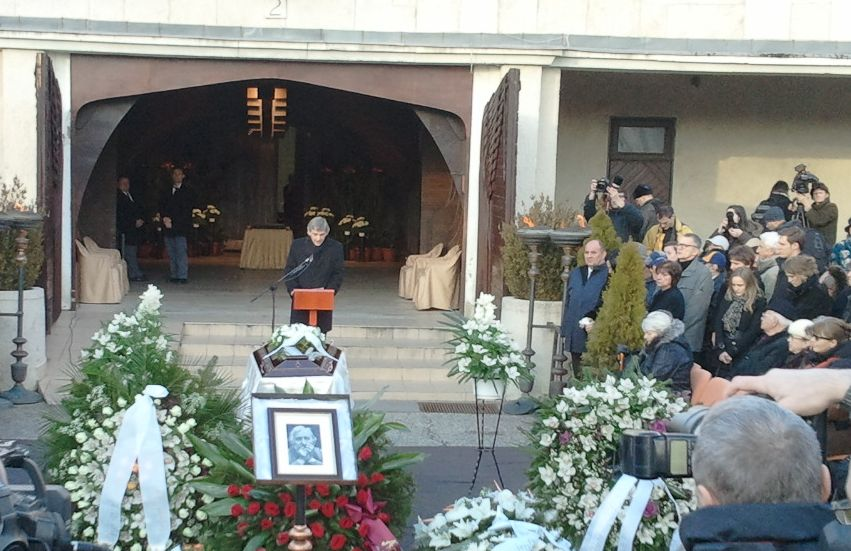
Garas Dezső búcsúztatása

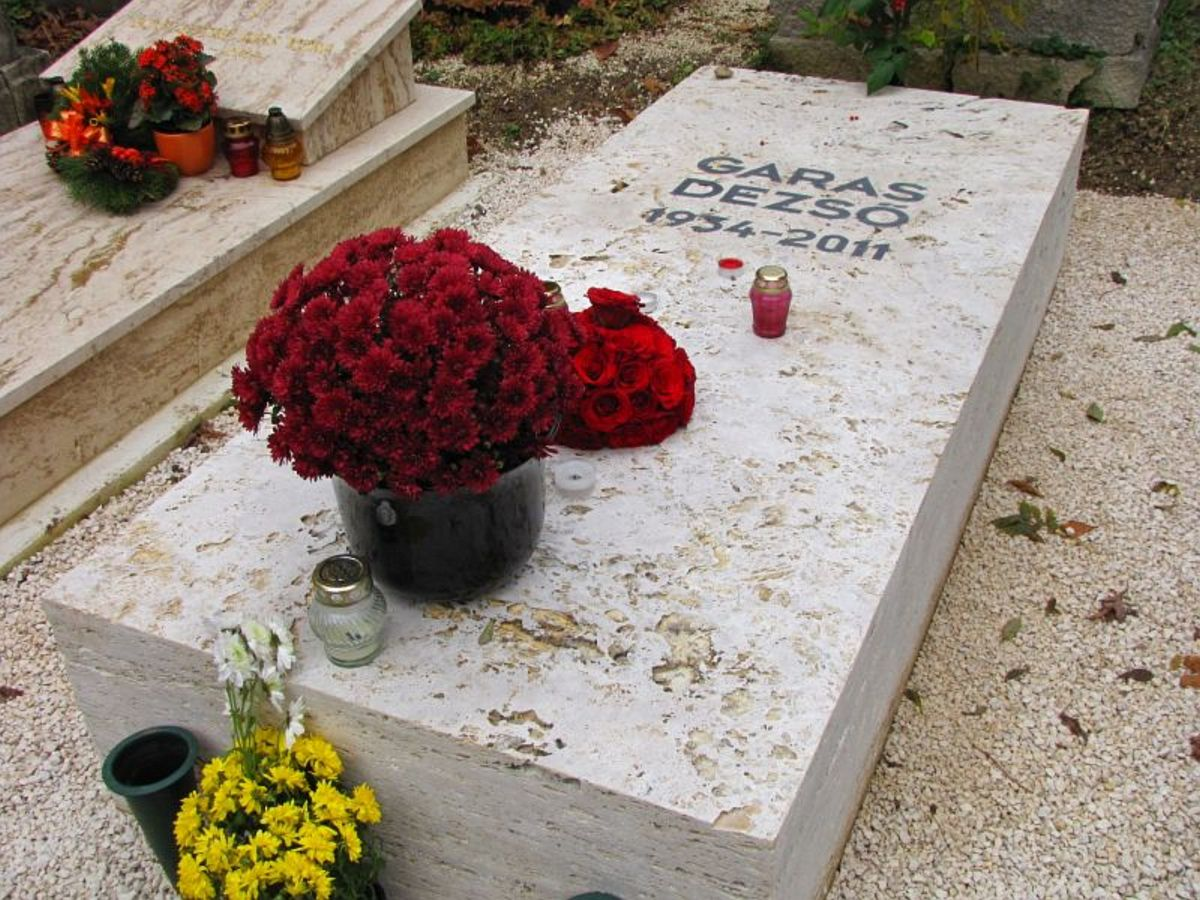
Sírja a Farkasréti temetőben (25/I-1-31)

Utolsó napjait családja körében töltötte, bízott felépülésében. Garas Dezső hosszú vesebetegség után 2011. december 30-án elhunyt, 77 éves korában, álmában érte a halál. Halála előtt évekig dialíziskezelésre szorult. A Nemzeti Színház saját halottjának tekintette.
2012. január 11-én, a Farkasréti temetőben búcsúztak tőle családtagjai, pálya- és alkotótársai, barátai és a hőn szeretett „publikum”, a nézők százai. A ravatalnál Réthelyi Miklós, Alföldi Róbert, Törőcsik Mari és Sándor Pál emlékezett az elmúlt évtizedek egyik legnagyobb magyar művészére. A sírnál Gordon Gábor, az Élet Menete Alapítvány elnöke, a Magyarországi Zsidó Hitközségek Szövetsége és az alapítvány képviseletében búcsúzott.
A Művész Parcellában Várkonyi Zoltán, Bubik István, Lengyel Balázs és Iglódi István szomszédságában talált végső nyughelyére.

## Emlékezete

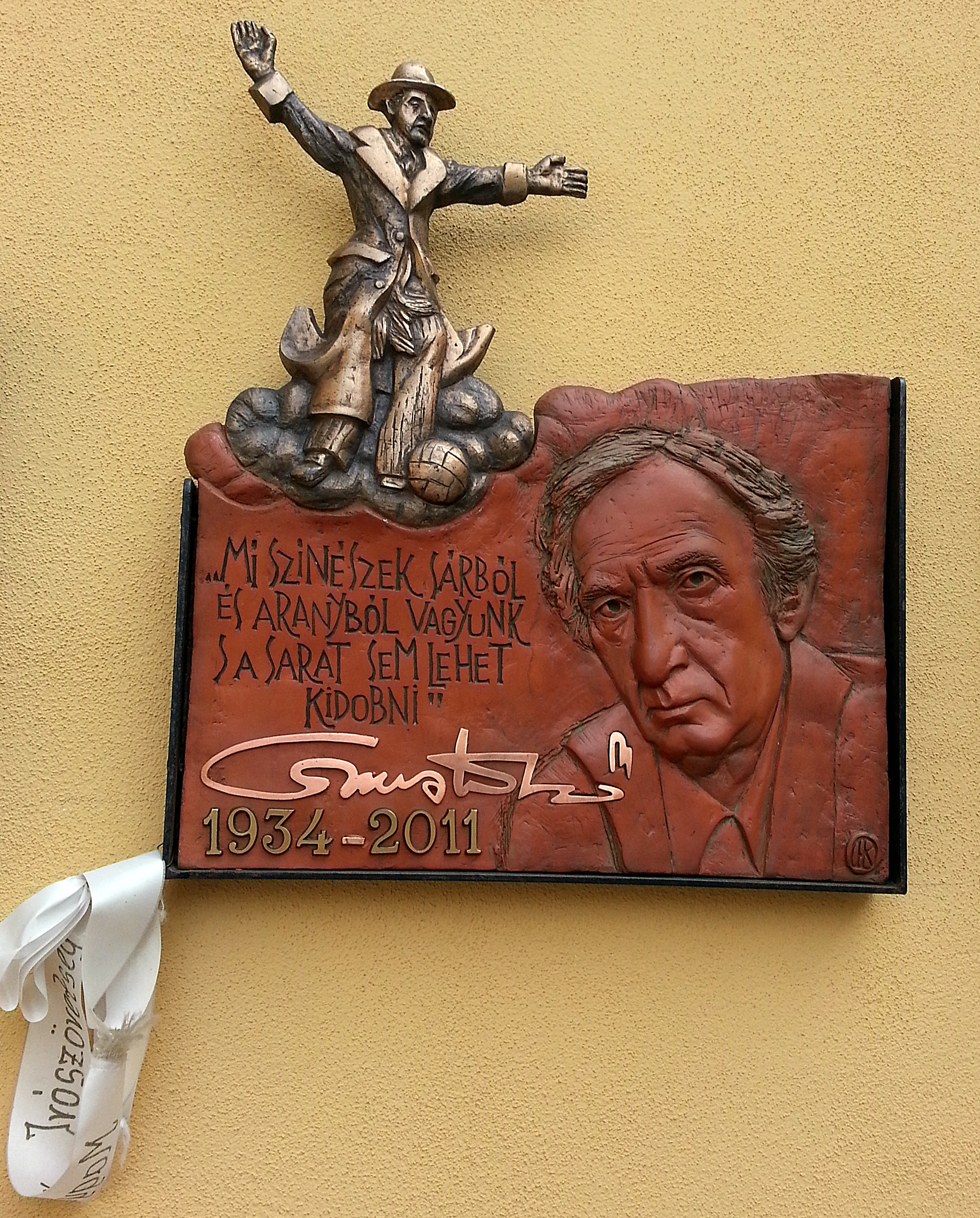
Emléktáblája:
a Szent Lukács Gyógyfürdőben
Krajcsovics Károly alkotása

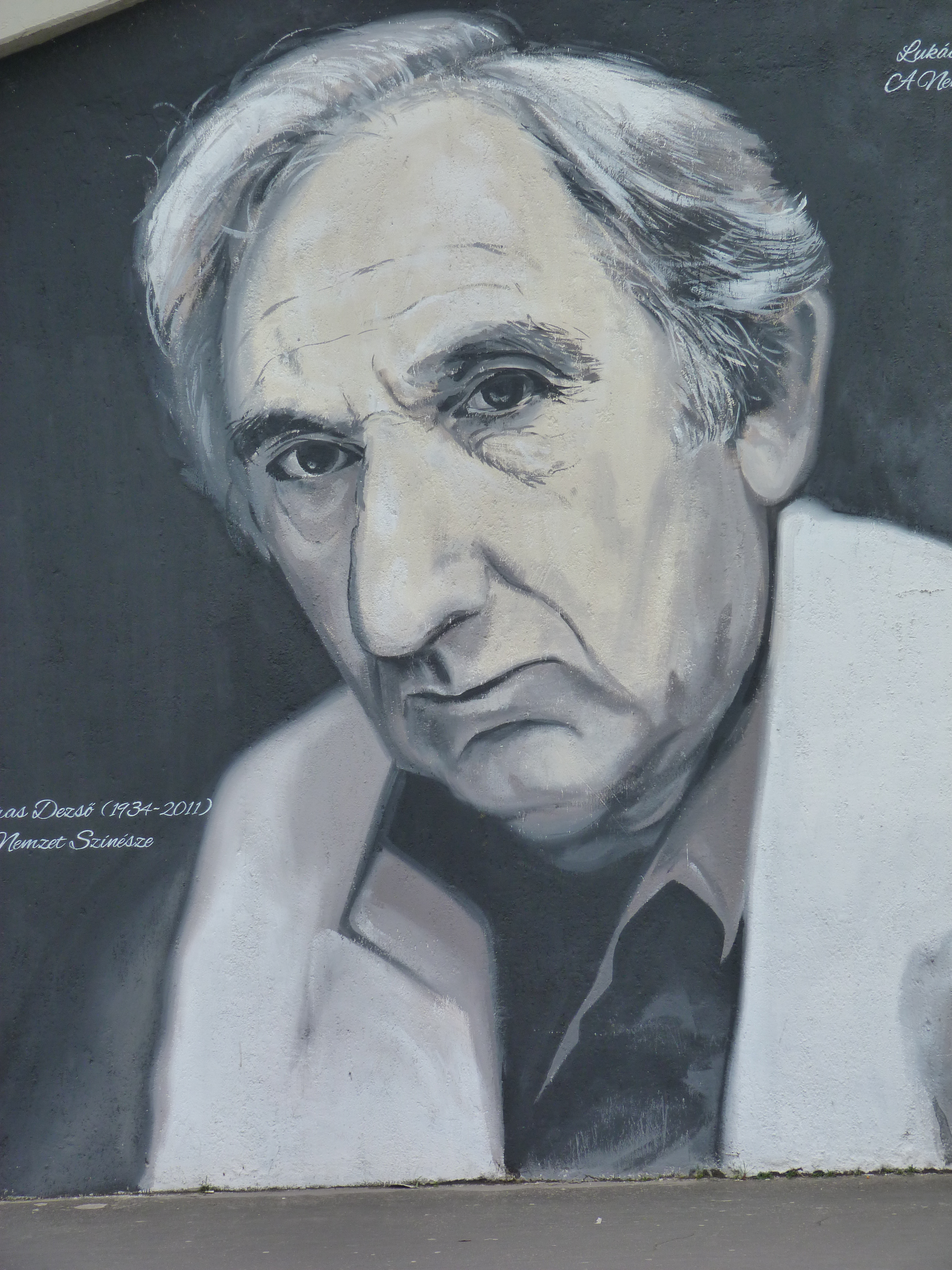
Portréja a Nemzeti Színháznál

- 2012. március 25-én, a Nemzeti Színház megnyitásának 10. évfordulóján adták át a nemzet színészeit ábrázoló falfestményt a Rákóczi híd pesti hídfőjén.
- 2016. december 9-én, születésének 82. évfordulóján emléktáblát avattak tiszteletére szülőházán, a VII. kerületi Alsóerdősor utca 10-es szám alatt.[22]
- 2022. szeptember 16-án kötet jelent meg életéről, pályájáról a POKET Zsebkönyvek gondozásában. A kötet nagykövete Kern András.
- 2024 óta nevét viseli az 552748 Garasdezső kisbolygó.[23]

## Díjai, kitüntetései
- Jászai Mari-díj (1963, 1965)
- Érdemes művész (1978)
- Színikritikusok Díja – A legjobb férfialakítás díja (1982, 1994)
- Kiváló művész (1983)
- SZOT-díj (1986)
- A filmszemle díja (1987)
- Kossuth-díj (1988)
- Magyar Filmkritikusok Díja – A legjobb férfialakítás díja (1988)
- Pro Arte Budapest (1990)
- Magyar Filmkritikusok Díja – A legjobb férfi epizódszereplő (1993)
- A Magyar Köztársasági Érdemrend középkeresztje (polgári tagozat) (1995)
- Budapestért díj (1998)
- Örökös tag a Halhatatlanok Társulatában (1999)
- A filmszemle életműdíja (1999)
- A Nemzet Színésze (2000)
- A Magyar Köztársasági Érdemrend középkeresztje a csillaggal (2002)
- Ajtay Andor-emlékdíj (2003)
- Gundel művészeti díj (2003)
- Páger-gyűrű (2003)
- Harsányi Zsolt-díj (2003)
- Budapest díszpolgára (2004)
- Prima Primissima díj (2004)
- Karinthy-gyűrű (2007) – nem vette át[24][25]
- Hazám-díj (2007)
- A II. kerület díszpolgára (2022) (posztumusz) [26]

## Színházi szerepei
- Shakespeare: A vihar (Prospero)
- Shakespeare: A velencei kalmár (Shylock, gazdag zsidó)
- Shakespeare: Vízkereszt, vagy amit akartok (Böffen Tóbiás)
- Molière: A mizantróp (Oronte)
- Molière: Don Juan (Don Luis)
- Madách Imre: Az ember tragédiája (Lucifer)
- Hubay Miklós: Álomfejtés (Dr. Freud Zsigmond)
- Tabi László: Családi dráma (Ormos Csaba)
- Vészi Endre: A hosszú előszoba (Gold Lajos)
- Vészi Endre: Néró játszik- a fenevad hét komédiája (Vak szobrász)
- Fejes: Vonó Ignác (Vonó Ignác)
- Fejes Endre: Cserepes Margit házassága (Író)
- Rejtő Jenő: Tulipán (Tulipán)
- Luigi Pirandello: Hat szerep keres egy szerzőt (Igazgató)
- Pirandello: Csocsó (Cesare Vivoli)
- Pirandello: Az ördöngös (Marranca, altiszt)
- Lev Nyikolajevics Tolsztoj: Legenda a lóról (Foltos)
- Friedrich Dürrenmatt: A nagy Romulus (Pyramus, komornyik)
- Dürrenmatt: Az öreg hölgy látogatása (Ill, vegyeskereskedő)
- Szép Ernő: Lila ákác (Minusz, fiatal úr)
- Heltai Jenő: Léni néni (Miradoux)
- Szép Ernő: Vőlegény (Papa)
- Gosztonyi János: Kék angyal (Ronda tanár úr)
- Gabriel García Márquez: Száz év magány (José Arcadio Buendia)
- Örkény István: Rózsakiállítás (J. Nagy)
- Örkény István Pisti a vérzivatarban (A félszeg Pisti)
- Szigligeti Ede: Liliomfi (Liliomfi)
- Emily Brontë: Üvöltő szelek (Az öreg Earnshaw)
- Heinrich von Kleist: Amphitryon (Sosias, Amphitryon szolgája)
- Molnár Ferenc: Olympia (Albert)
- Samuel Beckett: Godot-ra várva (Estragon)
- Fjodor Mihajlovics Dosztojevszkij: A nagybácsi álma (K. herceg)
- Dosztojevszkij: Bűn és bűnhődés (Marmeladov)
- George Bernard Shaw: Szent Johanna (Cauchon)
- Kálmán Imre: Csárdáskirálynő (Lippert-Weilerdheim herceg)
- Mihail Afanaszjevics Bulgakov: A Mester és Margarita (Woland)
- Müller Péter: Búcsúelőadás (Fehérbohóc, a szellem embere)
- Müller Péter: Szomorú vasárnap (Jani pincér)
- Bertolt Brecht: Háromgarasos opera (Jonathan Jeremiah Peachum)
- Sławomir Mrożek: Emigránsok (A-A)
- Arisztophanész: Lüszisztráté (Piszokratesz)
- Thornton Wilder: A házasságszerző (Malachi)
- Szomory Dezső: Incidens az Ingeborg hangversenyen (Ingeborg)
- Makszim Gorkij: Éjjeli menedékhely (Luka)
- Kander-Masteroff: Cabaret (Herr Schultz)
- Neil Simon: Furcsa pár (Oscar Madison)
- Neil Simon: Napsugár fiúk (Al Lewis)
- Schwajda György: Miatyánk (A szélmolnár)
- Poiret: Kellemes húsvéti ünnepeket (Stephane)
- Goldman: Az oroszlán télen (II. Henrik)
- Polgár: A szembesítés eredménytelen (Hecker Antal)
- Gribodejov: Az ész bájjal jár (Repetyilov)
- Keroul: Léni néni (Miradoux)
- Arbuzov: Kései találkozás (A férfi)
- Schikaneder: Legenda a varázsfuvoláról (Schikaneder)
- Franz Werfel: Jacobowsky és az ezredes (S. L. Jacobowsky)
- Marcel Achard: A bolond lány (Benjamin Beaurevers)
- Babay József: Három szegény szabólegény (Cérna Gábor)
- Tankred Dorst: Merlin, avagy a puszta ország (Merlin)
- Robert Graves: Én, Claudius (Claudius)
- Madách Imre: Az ember tragédiája (Az Úr hangja)[Mj. 1]

## Rendezései
- Kálmán Imre: Csárdáskirálynő
- Shakespeare: A makrancos hölgy
- Madách Imre: Az ember tragédiája
- Brontë: Üvöltő szelek
- Gershe: A pillangók szabadok
- Shakespeare: A vihar (bábszínházi adaptáció)
- Müller Péter: Búcsúelőadás
- Schwajda György: Csoda
- Bartis Attila: Anyám, Kleopátra
- Madách Imre: Az ember tragédiája (bábszínházi adaptáció)
- Fejes Endre: Vonó Ignác
- Molnár Ferenc: Az üvegcipő
- Molière: Dandin György, vagy a megcsalt férj
- Sárospataky István: Drágamama
- Fejes Endre: Cserepes Margit házassága
- Sárospataki István: Szemfényvesztők
- Eduardo De Filippo: Ezek a kísértetek!
- Jean Poiret: Őrült nők ketrece

## Filmjei

### Játékfilmek
- Liliomfi (1954) – Ifj. Schnaps
- A csodacsatár (1956) – Totózó szurkoló
- Jól megjárta (1956, rövid játékfilm)
- Mese a 12 találatról (1956) – A Lokomotív kapusa
- Több, mint játék (1956, rövid játékfilm)
- A nagyrozsdási eset (1957)[27] – A rikkancs a fürdő előtt
- Bolond április (1957) – Egyetemista
- Égi madár (1957)
- Gerolsteini kaland (1957) – Ágnes
- Bogáncs (1958) – Vendég a kocsmában
- Don Juan legutolsó kalandja (1958) – Ifj. Hufnágel
- Csempészek (1958) – Kocsmáros
- Micsoda éjszaka! (1958) – Huffnágel János
- Razzia (1958)
- Vasvirág (1958) – Lekérő táncos
- A megfelelő ember (1959) – ifjú Érczkövi Hugó
- Gyalog a mennyországba (1959) – Vegyészhallgató I.
- Kard és kocka (1959)
- Kölyök (1959) – Jenő
- Rezeskoktél (1959)
- Szerelem csütörtök (1959) – Gerzson
- Két emelet boldogság (1960) – Albert Ferenc
- Áprilisi riadó (1961)
- Két félidő a pokolban (1961) – Steiner
- Mindenki ártatlan? (1961) – Hadnagy
- Asszony a telepen (1962)
- Egyiptomi történet (1962) – Lajos
- Legenda a vonaton (1962) – Gál főmérnök
- A szélhámosnő (1963) – Hivatalnok II.
- Az aranyfej (1963)
- Hogy állunk, fiatalember? (1963) – Szomszéd
- Meztelen diplomata (1963) – Sovány gengszter
- Éjszaka is kézbesítendő (1964) – Autós
- Kár a benzinért (1964) – Zalai
- Másfél millió (1964) – Szélhámos
- Miért rosszak a magyar filmek? (1964) – Operatőr
- Özvegy menyasszonyok (1964) – Kormos József
- Három történet a romantikáról (1965, rövid játékfilm)
- Nem (1965) – Rendező
- Ej, ráérünk arra még (1966, rövid játékfilm)
- Minden kezdet nehéz 1-2. (1966)
- Sok hűség semmiért (1966) – Gyulus
- Jaguár (1967) – Csontos Siegfrid
- Segítség, lógok (1967) – Főmérnök
- A beszélő köntös (1968) – Török
- Elsietett házasság (1968) – Piroska néni
- Különös melódia (1968, rövid játékfilm)
- Mi lesz veled Eszterke? (1968) – Felkai Ferenc
- Bűbájosok (1969) – Régész
- Krebsz, az isten (1969) – Gedei
- A gyilkos a házban van (1970) – Gál főhadnagy
- Egy őrült éjszaka (1970) – Józsi
- Hahó, Öcsi! (1971) – Írnok
- Reménykedők (1971) – Radó Ervin
- Emberrablás magyar módra (1972) – Józsi, a munkás
- Hekus lettem (1972) – Spirmayer órás
- Nápolyt látni és… (1972) – Halsütödés
- Romantika (1972) – Csepela Ferkó
- Itt járt Mátyás király (1973) – Rostó Pál
- Régi idők focija (1973) – Minarik Ede, mosodás
- Végül (1973) – Kalapos férfi a vonaton
- Autó (1974) – Bata
- Hazudós Jakab (1974)
- Legenda a nyúlpaprikásról (1975) – Mezőőr
- Ereszd el a szakállamat! (1975) – Dr. Piski, nyomozó
- Herkulesfürdői emlék (1976) – Reményi, Glück úr, Fényképész
- Kísértet Lublón (1976) – Strang inspektor
- Apám néhány boldog éve (1977) – Martin doktor
- Anton, a varázsló (1978) – István
- Egyszeregy (1978) – Péter / Pál
- Szabadíts meg a gonosztól (1978) – Svéd Feri
- Élve vagy halva (1979) – Stern, a boltos
- Mese habbal (1979) – Felvinczy Rezső úr
- Ripacsok (1980) – Stock Ede
- Kabala (1981) – Apa
- Elveszett illúziók (1982) – Narrátor (hang)
- Guernica (1982) – Fischer Józsi
- Szerencsés Dániel (1982) – Mariann apja
- Automärchen (1983) – Buchhalter Piel
- Uramisten (1984) – Virág Boldi, lángnyelő
- Veszett kutyák (1984, rövid játékfilm)
- Csak egy mozi (1985) – Béla, az őr
- Első kétszáz évem (1985) – Baxter
- Malom a pokolban (1986) – Altschuler bíró
- Szamárköhögés (1986) – Feri, az apa
- Banánhéjkeringő (1987) – Rexa Lajos
- A legényanya (1988) – Béla, Józsi apja (rendezőként és forgatókönyvíróként)
- A hecc (1988) – Stokker, a tornatanár
- Hanussen (1988)
- Ismeretlen ismerős (1988) – Apa
- Mielőtt befejezi röptét a denevér… (1988) – Zenetanár
- Miss Arizona (1988) – Pál
- Hagyjátok Robinsont! (1989) – Daniel Defoe
- A három nővér (1991) – Csebutikin
- Amnesia (1991, rövid játékfilm)
- Isten hátrafelé megy (1991)
- A Skorpió megeszi az Ikreket reggelire (1992) – Dezső
- A tékozló apa (1992) – Drámai rendező
- Hoppá (1992) – Ede
- A Brooklyni testvér (1995) – Gottesmann Ernő
- Szeressük egymást, gyerekek! (1995) – Apa
- Apa győz (1997)
- Az ember, aki nappal aludt (2001) – Sakkpartner
- Előre! (2001) – Szabó bácsi, a gondnok
- A Hídember (2002) – Felsenthal
- Az a nap a mienk (2002)
- Chacho Rom (2002) – Blum
- Egy hét Pesten és Budán (2003) – Pozsár Pál
- Le a fejjel! (2004) – Nostradamus, a főpap
- Mélyen őrzött titkok (2004) – Dr. Márton
- Noé bárkája (2006) – Stock Ede

### Tévéfilmek, televíziós sorozatok
- A tartalékos vőlegény (1959) – Csuha Kálmán
- A legyező (1960) – Di Roccamarina gróf
- A pékinas lámpása (1961) – Írnok
- Éjszaka is kézbesítendő (1964)
- A helység kalapácsa (1965) – Helybeli lágyszívű kántor
- Der Elefant (1965)
- Pferdchen, Pferdchen (1965)
- Róka fogta csuka (1965) – Ricsi, betörő
- Igen-nem királykisasszony (1966) – Peti
- Látszat és valóság (1966) – Inas
- Tánckongresszus (1966) – Közbeszóló
- Temetetlen holtak (1966)
- Un Fair Lady (1966) – Zsupp Zsiga
- Az OP-ART kalap (1967) – Lajos, a vőlegény
- Miért beszél annyit Mrs. Piper? (1967) – Goddard
- Mocorgó (1967) – Mocorgó
- Ninocska, avagy azok az átkozott férfiak (1967) – Zoológus szomszéd
- Tök az adu (1967) – Rizsák József, borbély
- Bolondgombák (1968)
- Bors (1968) – De Maule, francia tiszt a Futár című részben
- Elméletileg kifogástalan házasság (1968) – Gerezd „A láda”
- Szomorú Szerelmesek Szanatóriuma (1968)
- 7 kérdés a szerelemről (és 3 alkérdés) (1969)
- A revizor (1969) – Ivan Kuzmics, postamester
- Bözsi és a többiek (1969)
- VII. Olivér (1969) – Birker báró és a grófjobbkeze
- Don Quijote vagy Don Quijote? (1970)
- Házassági évforduló (1970) – Feri
- Les enquêteurs associés (1970)
- Pesti erkölcsök (1970) – Detektív / Úr / Rappaport
- A sírig tartó barátság (1971)
- A vasrács (1971) – Dániel úr
- A visszaeső bűnös (1971) – Szappan
- Az édenen innen és túl (1971)
- Szerelem a ládában (1971) – A cirkuszos ember
- Cseppek (1972)
- Egy óra – három arc (1972)
- Hazai történetek (1972)
- Híres szökések (1972) – Daniel
- Ítéletnapig (1972)
- Rászedettek (1972)
- Világló éjszaka (1972)
- Zenés TV Színház (1972-1976)

- Garasos menyasszony (1972) – Rascalon, szenes
- A csendháborító (1976) – Husszein
- A Lúdláb királynő (1973) – Angelus barát
- Csalódások (1973) – Mokány
- Az ozorai példa (1974) – Roth
- Felelet 1-8. (1974) – Józsi
- Kaputt (1974) – Augustin de Foxá
- Napok a 365-ből (1974)
- Szép maszkok (1974)
- A külföldiek (1975) – Szilvásy úr
- A peleskei nótárius (1975) – Páter Mörder Jonatán
- Finish: Avagy Álmom az életem túlélte (1975) – Berstein, antiquárius
- Minden út hozzád vezet (1975)
- Ügyes ügyek (1975) – Ivan Antonovics Raszplujev
- Tudós nők (1975) – Vadius
- A protektor (1976) – Béla, a pincér
- Lincoln Ábrahám álmai (1976)
- Muzsika az éjszakában (1976) – Ben, zsoké
- Optimista tragédia (1976) – Anarchisták vezetője
- Őszi versenyek (1976)
- A váratlan utazás (1977) – Molloy
- Abigél 1-4. (1977) – König
- Boldogság (1977) – Ivan Vaszijevics házmester
- Isten veled atomkor (1977)
- Mesélő városok (1977)
- Luther Márton és Münzer Tamás (1977)
- Nem lőnek, csak fúj a szél (1977)
- Scapin furfangjai (1977) – Scapin
- Két pisztolylövés 1-3. (1978) – Magos őrnagy
- A fürdőigazgató (1978) – Pap Gedeon, fürdőigazgató
- A hiba (1978)
- Székács a köbön (1978) – Uhu
- Rab ember fiai (1979) – Piszlicár
- Bolondok kvártélya (1980)
- Két pisztolylövés (1980) – Magos őrnagy
- Közjáték Vichyben (1980) – Monceau
- A hamu alatt (1981)
- P. Howard. Írta: Rejtő Jenő (1981) – Plack
- A tranzitutas (1982) – Avar Imre
- Akar velem játszani? (1982)
- Az aranyelefánt (1982) – Mocsalkin
- Humorista a mennyországban (1982)
- Leányvásár (1982)[28] – Ruttenberg gróf
- Nőuralom (1982)
- Vendéglátás (1982)
- Lapzárta előtt (1983)
- Halál (1984)
- Különös házasság 1-4. (1984) – Pereviczky, prókátor
- Az eltüsszentett birodalom (1985, mesejáték) – Burkus herceg
- Bevégezetlen ragozás (1985)
- Tizenötezer pengő jutalom (1985) – Piber
- Férfi és nő (1986)
- Hajnali párbeszéd (1986)
- Máz (1986) – Fakó Menyhért szakmunkás
- Az ördög talizmánja (1987)
- A sötétség lánya (1989) – Max
- Csalással nem! (1989) – Apa
- Eszmélet (1989) – Lábán igazgatója (az A szépség koldusa című részben)
- Oktogon (1989) – Koller
- Románc (1989)
- Ekkehard (1990)
- Ked hviezdy boli cervené (1991)
- Így írtok ti (1994)
- Sok hűhó Emmiért (1998) – Vince
- Szomszédok (1998) – Mr. Dániel
- Istennél a kegyelem (1999)
- A kékszemű (2000)
- Valaki kopog (2000)
- Perlasca – Egy igaz ember története (Perlasca. Un eroe italiano) (2001) – Rabbi (2004-es magyar szinkron)
- Életképek (2004-2009) – Önmaga
- Micimackó (2005) – Tigris
- Hajónapló (2009) – Öregember (az Itthon című részben)
- Világjobbítók (2011) – Frici

### Bábfilmsorozatok
- Rémusz bácsi meséi (1967) – Farkas koma (hang)
- Süni és barátai (1995) – Borz (hang)

## Szinkronszerepei

### Filmek
| Év   | Cím                                                         | Szereplő                               | Színész                 | Szinkron év |
| ---- | ----------------------------------------------------------- | -------------------------------------- | ----------------------- | ----------- |
| 1947 | Eszményi férj (1. magyar szinkron)                          | N/A                                    | N/A                     | 1962        |
| 1949 | A feledés útján                                             | N/A                                    | N/A                     | 1962        |
| 1951 | Őfelsége kapitánya                                          | Mr. William Bush                       | Robert Beatty           | 1970        |
| 1951 | Stan és Pan: Utópia (1. magyar szinkron)                    | N/A                                    | N/A                     | 1968        |
| 1954 | Csalók és csalik (1. magyar szinkron)                       | Émile Dupuy                            | Bourvil                 | 1972        |
| 1956 | Bocsáss meg, drágám!                                        | Fernand Vignard                        | Fernandel               | 1977        |
| 1957 | Tisztes úriház (1. magyar szinkron)                         | Auguste Vabre                          | Jacques Duby            | 1961        |
| 1958 | A nyomorultak                                               | N/A                                    | N/A                     | 1959        |
| 1959 | A béke első napja                                           | Mikhail Platonov hadnagy               | Valerian Vinogradov     | 1960        |
| 1959 | A nagy főnök                                                | Antoine Venturen                       | Fernandel               | 1976        |
| 1959 | A tehén és a fogoly (2. magyar szinkron)                    | Charles Bailly                         | Fernandel               | 1996        |
| 1959 | Az elvarázsolt herceg                                       | A bagdadi tolvaj                       | Marat Aripov            | 1960        |
| 1959 | Diplomácia, óh!                                             | Minisztériumi szolga                   | N/A                     | 1960        |
| 1959 | Emberi sors (1. magyar szinkron)                            | Sebész                                 | Viktor Markin           | 1959        |
| 1959 | Fejjel a falnak                                             | Dr. Emery                              | Paul Meurisse           | 1975        |
| 1959 | Havannai emberünk                                           | Jim Wormold                            | Alec Guinness           | 1975        |
| 1959 | Játék és álom                                               | Rendőr                                 | Vladimír Hrubý          | 1959        |
| 1959 | Két fiú, egy kislány                                        | N/A                                    | N/A                     | 1960        |
| 1959 | Normandia-Nyeman                                            | Szarjan hadimérnök                     | Vlagyimir Bamdaszov     | 1960        |
| 1960 | A fehér csat                                                | N/A                                    | N/A                     | 1961        |
| 1960 | Feltámadás                                                  | Kartinkin                              | Vlagyimir Boriszkin     | 1962        |
| 1960 | Lavina                                                      | Bill Donovan                           | Gordon Jackson          | 1962        |
| 1960 | Te mit szólsz hozzá?                                        | Danden gengszter                       | Fred Buscaglione        | 1962        |
| 1961 | Az utolsó ítélet (1. magyar szinkron)                       | Aha Ahamed                             | N/A                     | 1963        |
| 1961 | Kölcsönkért feleség                                         | Tom                                    | Anton Rodgers           | 1965        |
| 1961 | Münchhausen báró kalandjai (1. magyar szinkron)             | N/A                                    | N/A                     | 1962        |
| 1961 | Nincsenek kisistenek                                        | Jordan                                 | Miodrag Petrović Čkalja | 1963        |
| 1961 | Párizs járdáin                                              | N/A                                    | N/A                     | 1963        |
| 1961 | Pillantás a hídról                                          | Mike                                   | Harvey Lembeck          | 1962        |
| 1961 | Válás olasz módra (1. magyar szinkron)                      | Rosario Mulè                           | Lando Buzzanca          | 1963        |
| 1962 | A harmadik csengetés (1. magyar szinkron)                   | Jerzy Wiewiórski                       | Gustaw Holoubek         | 1963        |
| 1962 | Az elkésett járókelők                                       | Edward                                 | Gustaw Holoubek         | 1963        |
| 1962 | Ez is szerelem                                              | N/A                                    | N/A                     | 1963        |
| 1962 | Gengszterek és filantrópok                                  | Professzor                             | Gustaw Holoubek         | 1963        |
| 1962 | Gyilkosság Gateway-ben                                      | N/A                                    | N/A                     | 1962        |
| 1963 | 3+2                                                         | N/A                                    | N/A                     | 1964        |
| 1963 | A hóhér                                                     | José Luis Rodríguez, halottkísérő      | Nino Manfredi           | 1967        |
| 1963 | Amerikai fogócska (1. magyar szinkron)                      | Hamilton Bartholemew                   | Walter Matthau          | 1983        |
| 1963 | Moszkvai séta (1. magyar szinkron)                          | „Hipnotizált” járókelő                 | Rolan Bikov             | 1964        |
| 1964 | A baracktolvaj                                              | De Grevil                              | Naum Shopov             | 1965        |
| 1964 | A tigris szereti a friss húst                               | Louis Rapière, a Tigris                | Roger Hanin             | 1979        |
| 1964 | Nyúl kolléga házassága                                      | Fjodor Mihajlovics, rendezőasszisztens | Georgij Vicin           | 1966        |
| 1965 | Az ’I’ akció                                                | Pajszer Rudi                           | Jurij Nikulin           | 1966        |
| 1968 | Charly – Virágot Algernonnak (1. magyar szinkron)           | Gimpy                                  | Edward McNally          | 1976        |
| 1968 | Columbo – A recept: gyilkosság (1. magyar szinkron)         | Columbo hadnagy                        | Peter Falk              | 1972        |
| 1969 | Anna ezer napja (1. magyar szinkron)                        | N/A                                    | N/A                     | 1972        |
| 1969 | Briliáns kéz                                                | Szemjon Szemjonics Gorbunkov           | Jurij Nikulin           | 1972        |
| 1970 | A gátlástalanság lovagja                                    | Tom Hutchinson                         | Ronald Fraser           | 1973        |
| 1970 | Koncert szólópisztolyra (1. magyar szinkron)                | Lawrence Carter                        | Quinto Parmeggiani      | 1974        |
| 1971 | A biedermeier szekrény                                      | Poupa                                  | Josef Somr              | 1972        |
| 1971 | A lisszaboni éjszaka                                        | Schwarz                                | Martin Benrath          | 1976        |
| 1971 | A rendőrség megköszöni (1. magyar szinkron)                 | Santalamenti felügyelő                 | Ezio Sancrotti          | 1973        |
| 1971 | A törvény az törvény                                        | Radisa                                 | Gyorgye Jeliszity       | 1976        |
| 1971 | Egy teljesen hihetetlen krimi                               | Schudeweit                             | Horst Bollmann          | 1975        |
| 1971 | Goya                                                        | Bermudez                               | Gustaw Holoubek         | 1973        |
| 1971 | Osceola                                                     | Fletcher kapitány                      | Predrag Milinković      | 1972        |
| 1971 | Tudósítás az alvilágból                                     | N/A                                    | N/A                     | 1973        |
| 1972 | Merénylők                                                   | Michel Vigneau, Sadiel ügyvédje        | Bruno Cremer            | 1974        |
| 1972 | Rablás női módra                                            | Gaëtan, Bernadette apja                | Henri Virlojeux         | 1980        |
| 1973 | A lány és a galambok                                        | N/A                                    | N/A                     | 1976        |
| 1973 | Gawain és a zöld lovag                                      | Király                                 | Anthony Sharp           | 1975        |
| 1973 | Huckleberry Finn és a csirkefogók                           | Herceg                                 | Vahtang Kikabidze       | 1975        |
| 1973 | Keserű csokoládé                                            | Nino Garofalo                          | Nino Manfredi           | 1975        |
| 1973 | Lövések Marienbadban                                        | Josef Sedý felügyelő                   | Václav Neužil           | 1976        |
| 1974 | A rendőrnő                                                  | Nick, a detektív                       | Giuseppe Castellano     | 1976        |
| 1974 | Dundiorr és társai                                          | Szemtelen nyekergi (hang)              | N/A                     | 1977        |
| 1974 | Gyilkosság az Orient expresszen                             | Pierre Michel                          | Jean-Pierre Cassel      | 1977        |
| 1974 | Tetthely – 41. rész: A párbaj                               | Franz Degenhart                        | Heinz Baumann           | 1977        |
| 1975 | Columbo – V/1. rész: Elfelejtett hölgy (1. magyar szinkron) | Dr. Henry Willis                       | Sam Jaffe               | 1978        |
| 1975 | Egy hegyivezető halála                                      | Michel Servoz                          | Pierre Rousseau         | 1979        |
| 1975 | Javíthatatlan (1. magyar szinkron)                          | Victor Vauthier                        | Jean-Paul Belmondo      | 1978        |
| 1975 | Tisztes honpolgárok                                         | Agostino Profumo                       | Gino Pagnani            | 1976        |
| 1976 | A dominó-elv                                                | Roy Tucker                             | Gene Hackman            | 1978        |
| 1976 | A jónevű senki, avagy a stróman                             | Francis Hennessey                      | Remak Ramsay            | 1978        |
| 1976 | Élni a magunk módján                                        | Vaszilij Balisev                       | Anatolij Kuznyecov      | 1978        |
| 1976 | Forradás                                                    | Stefan Bednarz, igazgató               | Franciszek Pieczka      | 1978        |
| 1976 | Meghívás egy gyilkos vacsorára                              | Dick Charleston                        | David Niven             | 1978        |
| 1980 | Nárcisz és Psyché                                           | Maximillian von Zedlitz báró           | Cserhalmi György        | 1980        |
| 1981 | A profi (1. magyar szinkron)                                | Josselin „Joss” Beaumont               | Jean-Paul Belmondo      | 1982        |
| 1983 | Felhőjáték                                                  | Büchler Gusztáv                        | Jirí Adamíra            | 1983        |
| 1987 | Az utolsó kézirat                                           | Márk Aurél                             | Aleksander Bardini      | 1987        |
| 1988 | Hanussen                                                    | Dr. Bettelheim                         | Erland Josephson        | 1988        |
| 1991 | Halálutak és angyalok                                       | Schrevek József                        | Rudolf Hrušínský        | 1991        |

### Sorozatok
| Év   | Cím                         | Szereplő             | Színész       | Szinkron év |
| ---- | --------------------------- | -------------------- | ------------- | ----------- |
| 1961 | Maigret felügyelő II.       | Lucas (+ Szabó Ottó) | Ewen Solon    | 1972-1973   |
| 1963 | Maigret felügyelő IV.       | Lucas                | Ewen Solon    | 1972-1973   |
| 1968 | Colt és muzsika             | Idaho Martin         | Giorgio Gaber | 1971        |
| 1971 | Maigret felügyelő nyomoz V. | Dr. Belamy           | Jean Desailly | 1978        |

### Rajzfilmek
| Év   | Cím                                           | Szereplő         | Szinkronhang      | Szinkron év |
| ---- | --------------------------------------------- | ---------------- | ----------------- | ----------- |
| 1937 | Hófehérke és a hét törpe (2. magyar szinkron) | Morgó            | Pinto Colvig      | 2001        |
| 1960 | 101 kiskutya (1. magyar szinkron)             | Horace Badun     | Frederick Worlock | 1964        |
| 1961 | Hagymácska                                    | Körte professzor | N/A               | 1966        |
| 1973 | Robinson és a kannibálok (1. magyar szinkron) | Elemér / Daniel  | Mircea Basta      | 1975        |
| 2001 | Mickey egér klubja (animációs sorozat)        | Morgó            | Corey Burton      | 2003        |

## Hangjáték
- Jean Pierre Chabrol: Varázsgömb (1959)
- József Attila Szegeden (1959)
- Tóth Eszter: Suzanne vagy Zsuzsi? (1959)
- Jókai Mór: A mosolygó nagy mesemondó (1961)
- Kosztolányi Dezső: Pacsirta (1961)
- Stoenescu-Octavian: Magaviseletből elégtelen (1962)
- Anton, Eduardo: Lány az erkélyen (1963)
- Donászy Magda: A Sültkrumpli-őrs (1963)
- Neszin, Aziz: Törököt fogtunk!...(1963)
- Nusics, Branislav: A gyanús személy (1966)
- Sarkadi Imre: A gyáva (1967)
- Gyárfás Miklós: Tanuljunk könnyen és gyorsan drámát írni! (1968)
- Racine: Pereskedők (1968)
- Hegedűs Géza: Szerelem és diplomácia (1969)
- Abramow, Jaroslav: Öt perc dicsőség (1970)
- Christie, Agatha: Gyilkolni könnyű (1970)
- Gosztonyi János: A meghajszolt szelíd (1970)
- Boros Lajos-Vámos Miklós: Felfüggesztés (1971)
- Plater, Alan: Az a mizé a lépcsőházban (1972)
- Moldova György: Börtönválogatott (1974)
- Lázár Ervin: Gyere haza Mikkamakka! (1975)
- Mándy Iván: Ha köztünk vagy, Holman Endre (1975)
- Csurka István: Sárkefe (1976)
- Hunyady Sándor: A kabáttolvaj ebédje (1976)
- Erich Kästner: Három ember a hóban (1976)
- Kolozsvári Grandpierre Emil: Négy-öt magyar összehajol (1976)
- Kosztolányi Dezső: Hajnali beszélgetés (1976)
- László Anna: Megmérettél (1976)
- Marcel Aymé: A faljáró (1976)
- Plautus: A ládika (1976)
- Urbán Gyula: Ping és Pong a két kicsi pingvin (1976)
- Csehov, Anton Pavlovics: A csinovnyik halála (1977)
- Eötvös József: Éljen az egyenlőség (1977)
- A magyar humor és szatíra története: Elvújítók - nyelvújítók (1977)
- Rákosy Gergely: Csak egy csap (1977)
- Vészi Endre: Nyulacskáim (1977)
- George Courteline: Untat a hivatal (1978)
- Gádor Béla: "Úgy hírlik, meghaltam" (1978)
- Max Lündgren: Az aranynadrágos fiú (1979)
- Mikszáth Kálmán: Apám ismerősei (1979)
- Moldova György: Mese az írógépről és a hegedűről (1979)
- Odze György: A terasz (1979)
- Schwajda György: Hajnali négykor (1979)
- Vámos Miklós: Valaki más (1979)
- Vészi Endre: A sárga telefon (1979)
- Horváth Péter: Requiem (1980)
- Keleti István: Pacsuli palota (1980)
- Moldova György: Lopni tudni kell (1980)
- Török Sándor: Kököjszi és Bobojsza (1980)
- Byron – Rádiómontázs (1981)
- Dennis Diderot: Mindenmindegy Jakab meg a gazdája (1981)
- Feleki László: Világtörténeti panasziroda (1981)
- Karc: 1982. nyári kiadás (1982)
- Karc: 1982. őszi kiadás (1982)
- Kolozsvári Grandpierre Emil: A törökfejes kopja (1982)
- Matteo Bandello: A pajzán griffmadár (1982)
- Szobotka Tibor: Harkály a fán (1983)
- Fazekas Mihály-Schwajda György: Lúdas Matyi (1984)
- Fendrik Ferenc: Akar örökölni? (1985)
- Gyárfás Miklós: Becsületének oka ismeretlen (1985)
- Molnár Ferenc: Az ismeretlen lány (1985)
- Tamási Áron: Tündöklő Jeromos (1985)
- Mészöly Miklós: A bunker (1986)
- Moldova György: Vigyázat, harapok! (1986)
- Gilles Segal: A világ legnagyobb bábszínháza (1987)
- Rákosi Gergely: Az óriástök (1987)
- Spiró György: Csobogás (1987)
- Erland Josephson: Egy éj a svéd nyárban (1989)
- Mándy Iván: Idegen pályaudvar (1990)
- Spiró György: A ház (1990)
- Jerzy Andrejewski: Senkise (1992)
- Szentkuthy Miklós: Dürer (1992)
- Steve Walker: A pápa öccse (1993)
- Venegyikt Jerofejev: Moszkva – Petuski (1993)
- Anton Pavlovics Csehov: Sirály (1997) – Szorin
- Jaroslav Hasek: Svejk, egy derék katona kalandjai a világháborúban (1997)
- Kosztolányi Dezső: Csoda (1997)
- Vámos Miklós: Főmozi (1997)
- O'Flatharta, Antoine: Három pokróc 20 font (1998)
- Synge: A völgy árnyéka (1998)
- Gosztonyi János: Az ördög láncán (2003)
- William Shakespeare: A windsori víg nők – Sir Hugo Evans
- Rejtő Jenő: Detektív, cowboy, légió (rádióra alkalmazta Farkasházy Tivadar) – Igaldis ponyvaregényíró

## CD-k és hangoskönyvek
- Szép magyar népmesék
- Tamkó Sirató Károly: Tengerecki Pál – Tengerecki hazaszáll
- Tamkó Sirató Károly: A játékok karácsonya + Tengerecki
- Füves könyv

## Könyvek róla
- Garas Dezső; szerk. Bernáth László, Haraszin Tiborné; Magyar Hirdető, Bp., 1976 (A színész arca)
- Tarján Tamás: Garas; Múzsák, Bp., 1991
- Albert Györgyi–Kőháti Zsolt–Marschall Éva–Molnár Gál Péter: Garas;[32] bőv. kiad.; Duna International, Bp., 2012 (A nemzet színészei)
- A Garas; szerk. Balatoni Mónika; Poket Publishing, Komárom, 2022 (Poket)